# Théodore Véron
Pour les articles homonymes, voir Véron.
Théodore Véron, né le 25 mars 1820 à Poitiers où il est mort le 13 février 1898, est un peintre, critique d'art et poète français.

## Biographie
Jacques Théodore Véron est le fils de Jasmin Nicolas Véron, commissionnaire de roulage, et de Rose Virginie Rahon.
Élève de Paul Delaroche et d'Eugène Delacroix, il expose au Salon de 1845 à 1868.
En 1849, il épouse l'artiste peintre Henriette Monjot (1819-1892).
Il est nommé Officier d'Académie en 1881 et Officier de l'Instruction publique en 1891.
Son épouse meurt à Paris à l'âge de 72 ans.
En 1893, il obtient le prix Lambert pour l’ensemble de ses travaux littéraires.
Il meurt à Poitiers à l'âge de 77 ans.

## Œuvres exposées aux Salons parisiens
- Portrait de Mme la comtesse N. de M., au Salon de 1845
- Deux dessins, au Salon de 1848, études
- Dévouement de Viala, au Salon de 1848
- Après Solferino, au Salon de 1863
- L'Agonie (Pologne, 1864), au Salon de 1864
- Les Remords de Macbeth, au Salon de 1868

## Publications
- Du Passé, du présent et de l'avenir de l'art, Poitiers, Impr. de N. Bernard, 1852 (OCLC 458508882).
- Les Limbes, poésies intimes de Georges Durand, 1852 (lire en ligne).
- Les Ligugéennes : poésies de Jacques Durand, 1853 (lire en ligne).
- Les Bordelaises : poésies de Jacques Durand, 1854 (lire en ligne).
- Pierre, ou Les nouvelles ligugéennes : roman en vers, poésies, 1856 (lire en ligne).
- Octave et Léo : romans lyriques et poésies nouvelles ; Le Portefeuille d'Olympio ; la Muse ; Dalila ; À Égérie ; le Retour des zouaves ; les Chevaliers du brouillard ; Olympio à Inésille, Paris, Pagnerre, 1858 (OCLC 458508879).
- Fleurs Mortes : Romans, lyriques et poésies nouvelles, L. Hachette et Cie, 1859 (lire en ligne).
- Les Poètes : pièce en 3 actes, Paris, L. Hachette et Cie, 1860 (OCLC 950298110).
- Wiliam : Roman lyrique suivi de Blanche, ou la Sœur de charité, Paris, L. Hachette et Cie, 1860 (OCLC 950300897).
- Échos et reflets : Poésies nouvelles, Paris, L. Hachette et Cie, 1860 (OCLC 1244182996).
- Les Photographies ; La Garibaldiade, Paris, L. Hachette et Cie, 1862 (OCLC 956532008).
- Les Rabelaisiennes : poésies diverses suivies de La Garibaldiade, L. Hachette et Cie, 1862 (lire en ligne).
- La Garibaldiade : poème, L. Hachette et Cie, 1863 (lire en ligne).
- Les Mélodies : poésies nouvelles, 1870 (lire en ligne).
- Corporation et société des artistes peintres : Causeries familières sur l'art et rudiments d'esthétique, dédiés à l'École des beaux-arts de Poitiers, Poitiers, impr. de A. Dupré, 1873 (OCLC 458508855).
- À propos de Félix Belly : Projet d'Institut international des sciences, des lettres et des arts, Poitiers, impr. de A. Dupré, 1876 (OCLC 458508848).
- La légende des refusés : questions d'art contemporain. Suivies de rimes amères et rimes de combat, Poitiers / Paris, chez l'auteur, 1876 (OCLC 1405128358).
- Étude sur "À travers la vie", poésies de Francis Pittié, Poitiers, chez l'auteur, 1886 (OCLC 458508861).
- Miscellanées : Actualités, sonnets, Poitiers, chez l'auteur, 1888 (OCLC 458508877).
- "Fiat Lux!" ou les Vertueux, les Trabucaires, l'Aube ou Brouille des dupes (l'épilogue) : sonnets, Poitiers, chez l'auteur, 1888 (OCLC 458508863).
- Tiburce, ou le Médium de la mort : sonnets-poème, Poitiers, chez l'auteur, 1889-1892 (OCLC 458508912).
- La Gambettade : poème en 24 chants, chez l'auteur, 1890 (lire en ligne).
- Le Banquet de Puymire, Les Présidences de la République française, Poitiers, chez l'auteur, 1895 (OCLC 752818569).
- Odes et sonnets (diptyques), Salon de 1895, et Miscellanées, 1895 (lire en ligne).
- La Petite Ferryade, complétant la série des poèmes épiques "la Garibaldiade et la Gambettade" : (sonnets-poème, apothéose en un chant), suivie de l'Alliance franco-russe, conçue par Alexandre III et appliquée par Nicolas II, Poitiers, chez l'auteur, 1896 (OCLC 458508883).
- La résidence de Nha-Trang du protectorat de l'Annam du Sud, Poitiers, chez l'auteur, 1897 (OCLC 1309890193).
- La Couronne poétique (OCLC 458508856).
- De l'art et des artistes de mon temps : Salon de 1875, Paris / Poitiers, Henri Oudin, 1875, 224 p. (lire en ligne).
- Mémorial de l'art et des artistes de mon temps : Salon de 1876 (2e annuaire), Paris / Poitiers, chez l'auteur, 1876, 268 p. (lire en ligne).
- Dictionnaire Véron ou Mémorial de l'art et des artistes de mon temps : Salon de 1877 (3e annuaire), Poitiers, chez l'auteur, 1877, 451 p. (lire en ligne).
- Dictionnaire Véron ou Mémorial de l'art et des artistes de mon temps : Salon de 1878 et l'Exposition Universelle (4e annuaire), t. I, Paris / Poitiers, chez l'auteur, 1878, 862 p. (lire en ligne).
- Dictionnaire Véron ou Mémorial de l'art et des artistes de mon temps : Salon de 1878 et l'Exposition Universelle (4e annuaire), t. II, Paris / Poitiers, chez l'auteur, 1878, 800 p. (lire en ligne).
- Dictionnaire Véron ou Mémorial de l'art et des artistes de mon temps : Salon de 1878 et l'Exposition Universelle (4e annuaire), t. III, Paris / Poitiers, chez l'auteur, 1878, 384 p. (lire en ligne).
- Dictionnaire Véron ou Mémorial de l'art et des artistes contemporains : Salon de 1879 (5e annuaire), Paris / Poitiers, chez M. Bazin / chez l'auteur, 1879, 800 p. (lire en ligne).
- Dictionnaire Véron - Organe de l'Institut Universel des Sciences, des Lettres et des Arts du XIXe siècle : Salon de 1880 (6e annuaire), Paris / Poitiers, chez M. Bazin / chez l'auteur, 1880, 756 p. (lire en ligne).
- Dictionnaire Véron ou Organe de l'Institut Universel des Sciences, des Lettres et des Arts du XIXe siècle : Salon de 1881 (7e annuaire), Paris / Poitiers, chez M. Bazin / chez l'auteur, 1881, 720 p. (lire en ligne).
- Dictionnaire Véron ou Organe de l'Institut Universel des Sciences, des Lettres et des Arts du XIXe siècle : Salon de 1882 (8e annuaire), Paris / Poitiers, chez M. Bazin / chez l'auteur, 1882, 708 p. (lire en ligne).
- Dictionnaire Véron ou Organe de l'Institut Universel des Sciences, des Lettres et des Arts du XIXe siècle : Salon de 1883 (9e annuaire), t. I, Paris / Poitiers, chez M. Bazin / chez l'auteur, 1883, 608 p. (lire en ligne).
- Dictionnaire Véron ou Organe de l'Institut Universel des Sciences, des Lettres et des Arts du XIXe siècle : Salon de 1883 (9e annuaire), t. II, Paris / Poitiers, chez M. Bazin / chez l'auteur, 1883, 350 p. (lire en ligne).
- Dictionnaire Véron ou Organe de l'Institut Universel des Sciences, des Lettres et des Arts du XIXe siècle : Salon de 1884 (10e annuaire), Paris / Poitiers, chez M. Bazin / chez l'auteur, 1884, 711 p. (lire en ligne).
- Dictionnaire Véron ou Organe de l'Institut Universel des Sciences, des Lettres et des Arts du XIXe siècle : Salon de 1885 (11e annuaire), Poitiers, chez l'auteur, 1885, 769 p. (lire en ligne).

## Distinctions
- Officier d'académie (14 juillet 1881)[5]
- Officier de l'Instruction publique (9 janvier 1891)[6]
- Prix Lambert (1893)